# Los Angeles Clippers 2011-2012
La stagione 2011-12 dei Los Angeles Clippers fu la 42ª nella NBA per la franchigia.
I Los Angeles Clippers arrivarono secondi nella Pacific Division della Western Conference con un record di 40-26. Nei play-off vinsero il primo turno con i Memphis Grizzlies (4-3), perdendo poi la semifinale di conference con i San Antonio Spurs (4-0).

## Roster
| N° | Naz.                   | Ruolo | Sportivo         | Anno | Alt. | Peso |
| -- | ---------------------- | ----- | ---------------- | ---- | ---- | ---- |
| 1  | Stati Uniti (bandiera) | G     | Chauncey Billups | 1976 | 191  | 92   |
| 2  | Stati Uniti (bandiera) | A     | Kenyon Martin    | 1977 | 206  | 106  |
| 3  | Stati Uniti (bandiera) | G     | Chris Paul       | 1985 | 183  | 79   |
| 4  | Stati Uniti (bandiera) | G     | Randy Foye       | 1983 | 193  | 95   |
| 5  | Stati Uniti (bandiera) | A     | Caron Butler     | 1980 | 201  | 98   |
| 9  | Stati Uniti (bandiera) | C     | DeAndre Jordan   | 1988 | 211  | 113  |
| 11 | Stati Uniti (bandiera) | G     | Nick Young       | 1985 | 198  | 91   |
| 12 | Stati Uniti (bandiera) | G     | Eric Bledsoe     | 1989 | 185  | 86   |
| 15 | Stati Uniti (bandiera) | A     | Ryan Gomes       | 1982 | 201  | 116  |
| 17 | Stati Uniti (bandiera) | G     | Courtney Fortson | 1988 | 180  | 84   |
| 21 | Stati Uniti (bandiera) | A     | Solomon Jones    | 1984 | 208  | 104  |
| 21 | Stati Uniti (bandiera) | GA    | Bobby Simmons    | 1980 | 201  | 95   |
| 23 | Stati Uniti (bandiera) | G     | Travis Leslie    | 1990 | 193  | 93   |
| 25 | Stati Uniti (bandiera) | G     | Mo Williams      | 1982 | 185  | 84   |
| 30 | Stati Uniti (bandiera) | A     | Reggie Evans     | 1980 | 203  | 111  |
| 32 | Stati Uniti (bandiera) | A     | Blake Griffin    | 1989 | 208  | 114  |
| 33 | Stati Uniti (bandiera) | A     | Trey Thompkins   | 1990 | 208  | 111  |
| 34 | Stati Uniti (bandiera) | A     | Brian Cook       | 1980 | 206  | 106  |

## Staff tecnico
- Allenatore: Vinny Del Negro
- Vice-allenatori: Marc Iavaroni, Dean Demopoulos, Robert Pack
- Vice-allenatori per lo sviluppo dei giocatori: Dave Severns, Howard Eisley
- Preparatore fisico: Richard Williams
- Preparatore atletico: Jasen Powell
- Assistente preparatore: Joe Resendez